# Мексин Яків Петрович
Я́ків Петро́вич Мексин (нар.10 листопада 1886, Єлизаветград Херсонської губернії — пом.12 серпня 1943, роз'їзд Пера Шимановський район Хабаровський край) — адвокат Російської імперії, радянський дитячий письменник, педагог, видавець та музейний працівник.

## Життєпис

### Родина
Народився 10 листопада 1886 року в сім'ї єлизаветградського лісоторговця.

### Навчання
Склав іспит зрілості з предмету Латинська мова як стороння особа у Златопільській чоловічій гімназії і 8 червня 1906 року отримав атестат за № 851.
1910 року закінчив юридичний факультет МДУ.

### Трудова діяльність
З 1910 по 1917 роки займався адвокатською практикою.
Після Жовтневого перевороту 1917 року займав посади, пов'язані з педагогікою і виданням дитячої літератури. У 1919 році при дитячому будинку, яким керував, створив перше в Радянському Союзі дитяче видавництво «Наш дім» (спільно з письменником М. Д. Телешовим та літературознавцем О. Є. Грузинським). У 1921-1923 роках очолював приватне дитяче видавництво «Острів», з яким співпрацювали художники А. Н. та М. О. Бенуа, М. В. Добужинський та інші. Пізніше працював завідувачем відділу дитячої книги в Держвидаві РРФСР. У березні 1924 року організував першу виставку дитячої книги, був членом редколегії Інституту дитячої літератури. У 1925 році очолив Комісію з музейно-виставкової роботи з дітьми при Інституті методів позашкільної роботи.
У 1929 році за його ініціативою створюється База пропаганди дитячої книги при Музеї народної освіти НДІ шкіл РРФСР. У цьому ж році за завданням Держвидаву організовує ювілейну виставку дитячої книги, з якою об'їздив СРСР, Німеччину, Чехословаччину, Естонію, Японію.
У 1934 році створив і очолив єдиний у Радянському Союзі Музей дитячої книги, яким керував до 1938 року. Музейне зібрання налічувало 60 тисяч томів, у тому числі книги 75 мовами народів СРСР, рідкісні видання XVI—ХІХ століть, Колекція книжок-іграшок.

### Твори
Книги:
- «Комар-комарище!» (1924, 1925, 1928)(рос.)
- «Переполох» (1926)(рос.)
- «Как Алла хворала» (1926)(рос.)
- «Стройка: Одиннадцать песенок» (1926, 1930)(рос.)
- «Серая утушка» (1927)(рос.)
- «Небылица-складка про курицу-хохлатку» (1927)(рос.)
- «Рыболовнички» (1927)(рос.)
- «Петухи пропели: Народные песенки» (1927)(рос.)
- «Картаус» (1928)(рос.)
- «Митя рыжий» (1928)(рос.)
- «Кто смел, тот и съел» (1928)(рос.)
- «Народные песенки» (1928)(рос.)
- «Держись, не отставай» (1929)(рос.)
- «Зинкины картинки» (1930)(рос.)
- «Картошка» (1930)(рос.)
- «Яшка» (жарти, 1930)(рос.)

### Теоретичні праці
- Иллюстрация в дет. книге. Казань, 1925 (спільно з П. М. Дульським)(рос.)
- Из опыта музейно-выставочной работы с детьми // Сов. музей. 1932. № 2(рос.)
- Театр дет книги им. А. Б. Халатова // Дет. и юношеская лит-ра. 1934. № 11(рос.)
- Иллюстраторы дошк. сказок // Дет. лит-ра. 1935(рос.)
- Книжки-игрушки // Дет. лит-ра. 1935. № 8(рос.)

### Останні роки життя
1938 року репресований і загинув у таборах ГУЛАГу 12 серпня 1943 року.
Незабаром після репресії на Музей дитячої книги було навішане тавро аполітичності, весь його фонд був переданий на зберігання Музею народної освіти АПН СРСР і фактично втрачений.
Реабілітований посмертно.